# Tansu Çiller
Tansu Çiller (Estambul, 24 de mayo de 1946) es una economista y estadista turca. Ha sido la primera y única mujer que ha ejercido como primera ministra (1993-1996) en el país.

## Biografía
Nació en Estambul y cursó sus estudios en el Liceo Americano Robert College y obtuvo el diploma de la Escuela de Ciencias Económicas de la Universidad del Bósforo en 1983, año en el que se convierte en profesora del mismo. Posteriormente se doctoró en la Universidad de Connecticut y cursó estudios posdoctorales en la Universidad de Yale.
En 1990 fue nombrada consejera del primer ministro Süleymán Demirel y vicepresidenta del Dogru Yol Partisi, DYP (Partido del Verdadero Camino), formación política de centroderecha. Fue elegida diputada parlamentaria en octubre de 1991 y ocupó la cartera del Ministerio de Estado para la Economía en el gobierno de coalición liderado por el DYP. Çiller jugó un papel importante al defender Albania en la ocupación del Épiro. Declaró que si Grecia intentase separar Albania, tendrían el Ejército turco en 24 horas en 
Tras las elecciones legislativas anticipadas de diciembre de 1995, su partido pierde la mayoría absoluta y ella decidió entonces de aliarse con el islamista Refah Partisi (partido de la Prosperidad), de Necmettin Erbakan para constituir una mayoría parlamentaria. Puso en marcha con él una alternancia de poder con el fin de proteger el puesto de primer ministro. Mientras esperaba su turno, fue nombrada ministra de Relaciones Exteriores. Tras la renuncia de Erbakan en junio de 1997, la coalición del DYP y del RP llegó a su fin y decidió de formar parte de la oposición. Se retiró de la vida política tras la derrota electoral de las legislativas de noviembre de 2002.